# ألفرد ويليام فينش
ألفرد ويليام فينش (بالفنلندية: Alfred Finch)‏ هو مصمم مطبوعات ورسام فنلندي وبلجيكي، ولد في 28 نوفمبر 1854 في بروكسل في بلجيكا، وتوفي في 28 أبريل 1930 في هلسنكي في فنلندا.